# Abbazia di Vallombrosa
Die Abtei von Vallombrosa befindet sich in der gleichnamigen Fraktion der Gemeinde Reggello in der Metropolitanstadt Florenz. Im November 1950 wurde die Abteikirche der Diözese Fiesole von Papst Pius XII. in den Rang einer Basilica minor erhoben und ist ein italienisches Nationaldenkmal.

## Geschichte
Die Kongregation der Vallombrosaner entstand auf Initiative des Heiligen Johannes Gualbertus, der aus einer angesehenen florentinischen Familie stammte und sich im Jahr 1036 mit einigen Anhängern in einen Ort namens Acquabella im Pratomagno zurückzog. Die Klosterreform, die die Grundlage der neuen Gemeinschaft bildete, sollte eine führende Rolle in den religiösen, zivilen und sozialen Entwicklungen seiner Zeit und darüber hinaus spielen: In seinem Kampf gegen die Simonie, der ihn in den Investiturstreit zwischen Papst und Kaiser verwickelte, förderte Johannes Gualbertus die Reform des Klerus in der Überzeugung, dass ein gemeinsames Leben und die Rückkehr zur evangelischen Armut zur Erneuerung der Kirche führen würden.
Die erste Urkunde, in der Vallombrosa erwähnt wird, erwähnt eine Schenkung des Klerikers Alberto an die Gemeinschaft, der er sich angeschlossen hatte. Sie ist deshalb so wichtig, weil sie noch vor dem Bau eines Gebäudes von einer Mönchsgemeinschaft spricht, die sich in einem ersten hölzernen Oratorium versammelte, das noch vor der Schenkung des Grundstücks, auf dem die Gemeinschaft bereits lebte, durch die Äbtissin Itta des Klosters Sant’Ellero am 3. Juli 1039 errichtet wurde. Im Jahr zuvor, 1038, hatte der Bischof von Paderborn den Altar des Oratoriums geweiht, der als einziger Teil aus Stein war. Zwanzig Jahre später, am 9. Juli 1058, weihte Kardinal Humbert von Silva Candida stattdessen die gesamte steinerne Kirche, der ein kleines Kloster angegliedert werden sollte.
Die Gemeinschaft der Vallombrosaner wuchs und es wurde notwendig, das Kloster zu vergrößern und eine neue, größere Kirche zu bauen, die 1224 begonnen und 1230 vollendet wurde, aus dieser Zeit stammt auch der Glockenturm. In der zweiten Hälfte des 15. Jahrhunderts begann Abt Francesco Altoviti mit dem Bau des großen Kreuzgangs, der Sakristei, des Turms und des Refektoriums mit Küche, der 1476 vollendet wurde. Altovitis Nachfolger, Biagio Milanesi, war einer der bedeutendsten Äbte von Vallombrosa, ein Mann von großer Bildung, der die Abtei mit einer Bibliothek und wertvollen Kunstwerken ausstattete: das Altarbild von Perugino für den Hauptaltar, die Tafel von Raffaellino del Garbo und die Terrakotta von Luca della Robbia, von denen sich nur noch die beiden letzteren in der Abtei befinden. In den Jahren 1584–1585 wurde der Kreuzgang der Mascherone nach einem Entwurf von Alfonso Parigi errichtet.

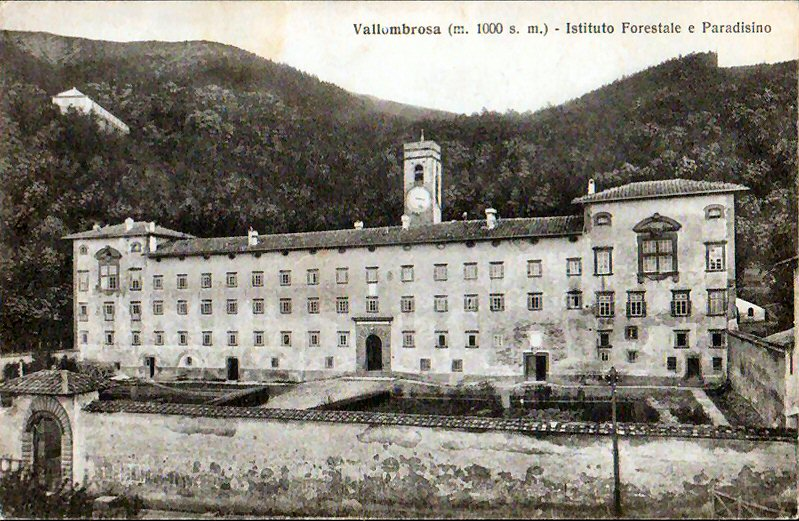
Ansicht der Abteifassade

Nach einer langen Abfolge von Bränden und Umbauten erhielt die Abtei im 17. Jahrhundert und nach weiteren Verbesserungen zu Beginn des 18. Jahrhunderts ihr heutiges einheitliches und prächtiges Aussehen. Im Jahr 1634 beauftragte Abt Averardo Niccolini Gherardo Silvani mit der Renovierung des Noviziats, das der Architekt von Grund auf neu errichtete und das heute die Hauptfassade der Abtei bildet. Im Jahr 1644, nach dem Einsturz des Portikus an der Kirchenfassade, wurde an dessen Stelle die noch heute erhaltene Loggia nach einem Entwurf des Abtes Guglielmo Rasi errichtet. In dieser Zeit wurde auch eine große dekorative Renovierung der Kirche durchgeführt, und später begannen die Arbeiten an der Struktur, um sie im modernen Sinne umzugestalten. Im Jahr 1695 wurde die alte Apsis abgerissen, um Platz für den neuen Chor zu schaffen, und daneben wurde die Gründerkapelle errichtet, beide nach Plänen von Michele Domenico Magni. Diese Arbeiten wurden 1755 mit dem Bau der Kapelle der Zehn Seligen oder des Sakraments abgeschlossen. Zwischen 1729 und 1733 wurde die Kirche auf Veranlassung des Abtes Giovanni Aurelio Casari modernisiert: Die Wände wurden verputzt und klassische Altäre aus Pietra Serena aufgestellt. Außerdem wurde die neue Kirche mit einem Bilderzyklus zu Ehren der Ordensheiligen geschmückt, mit Gemälden von Antonio Puglieschi, Niccolò Lapi, Francesco Veracini, Niccolò Nannetti und Ignazio Hugford.
Das eindrucksvolle künstlerische Erbe, das sich im Laufe der Jahrhunderte angesammelt hatte, wurde durch die napoleonische Aufhebung der Klöster (1808) und die Enteignung des Besitzes unter den Savoyern (1867) stark in Mitleidenschaft gezogen. Erst 1949 kehrten die Vallombrosaner zurück und nahmen das Kloster wieder in Besitz.

## Beschreibung

### Außen

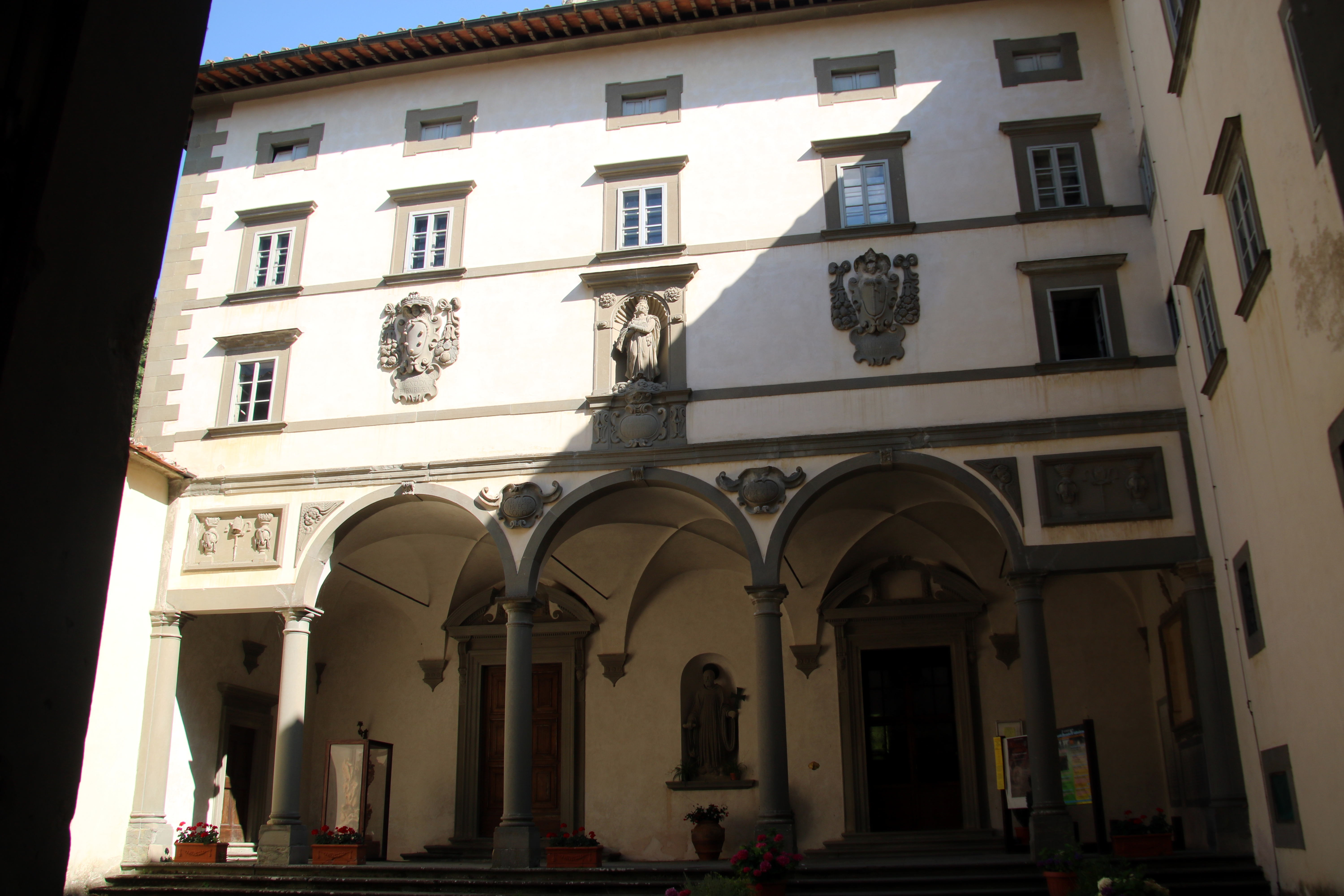
Fassade der Abteikirche

Der große Komplex mit dem Glockenturm aus dem 12. Jh. und dem dahinter liegenden Turm aus dem 15. Jh. bewahrt von außen noch einen strengen Charakter von zurückhaltender Eleganz, auch dank des großen, gärtnerisch gestalteten und von hohen Mauern umgebenen Vorplatzes, zu dem man durch ein schönes Tor aus dem Jahr 1773 gelangt. Die Fassade des Klosters, die durch eine Reihe von Fenstern von großer Harmonie, Schlichtheit und Pracht betont wird, ist ein Werk von Gherardo Silvani und wurde zwischen 1637 und 1647 errichtet. Die Einheitlichkeit der Fassade wird durch die beiden erhöhten Seitenflügel, die sich durch große Kreuzfenster öffnen, und das Portal aus Quadersteinen belebt.
Die Fassade der Kirche besteht aus einem Eingangsportal mit drei Bögen, die in zwei seitlichen Laubengängen enden, vor denen sich ein kleiner Hof befindet. Sie wurde von Abt Rasi nach seinem Entwurf und Modell nach dem Einsturz einer vorher bestehenden Loggia im Jahr 1644 errichtet, ihre Formen sind jedoch noch vom Ende des 16. Jahrhunderts inspiriert. Eine Nische über dem zentralen Bogen, in der sich eine Statue des Heiligen Johannes Gualbertus von Bastiano Salvini (1632) befindet, bildet den geometrischen Mittelpunkt der Fassade und unterstreicht ihre vertikale Symmetrie. An den Seiten befinden sich die Wappen der Medici und der Vallombrosa, Letzteres zeigt einen tau-förmigen Stab. Darüber befinden sich zwei Fensterreihen, die im zweiten Stockwerk denen des ersten Stockwerks ähneln, während sie im dritten Stockwerk viel einfacher sind.

### Innere der Abteikirche

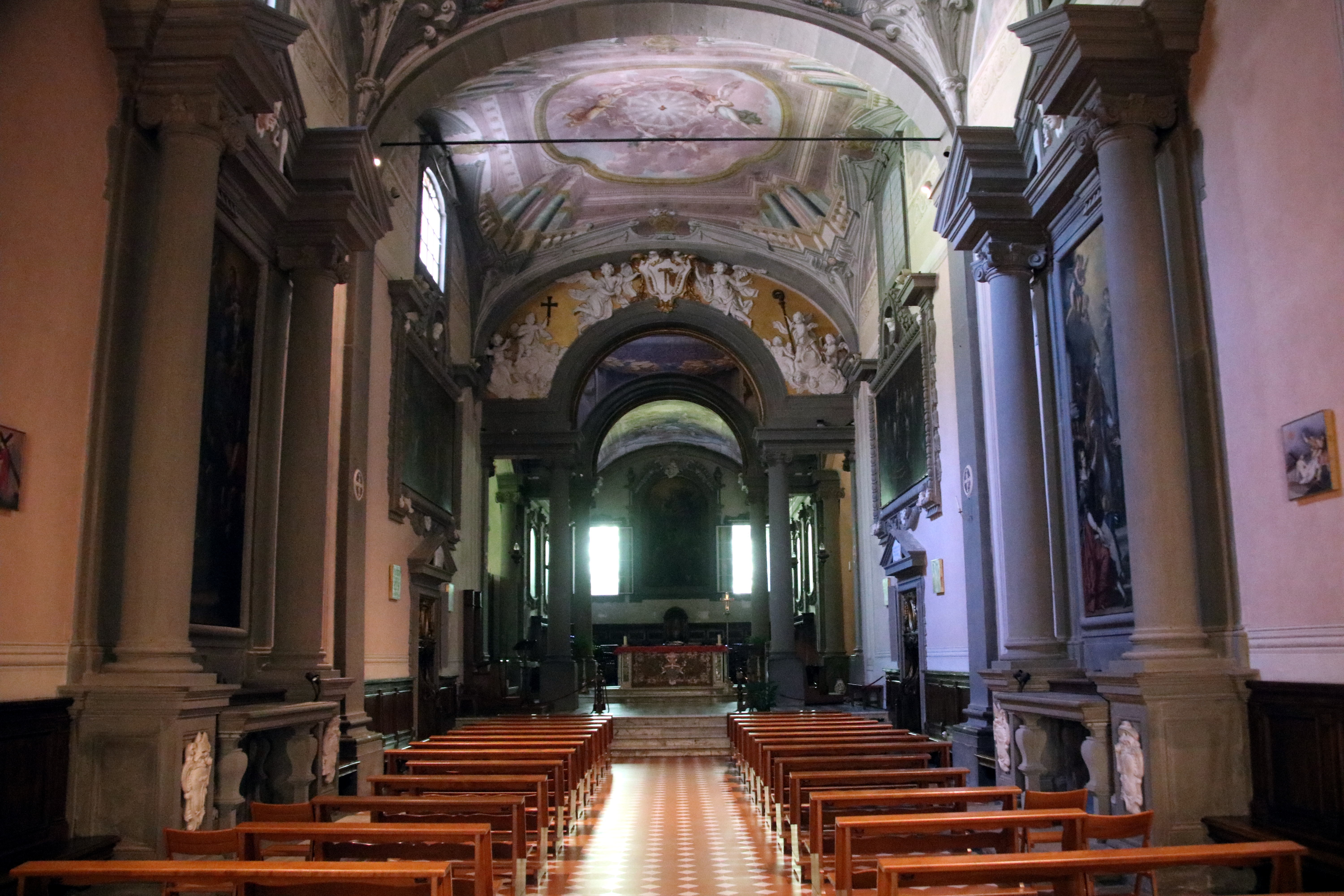
Innere der Abteikirche

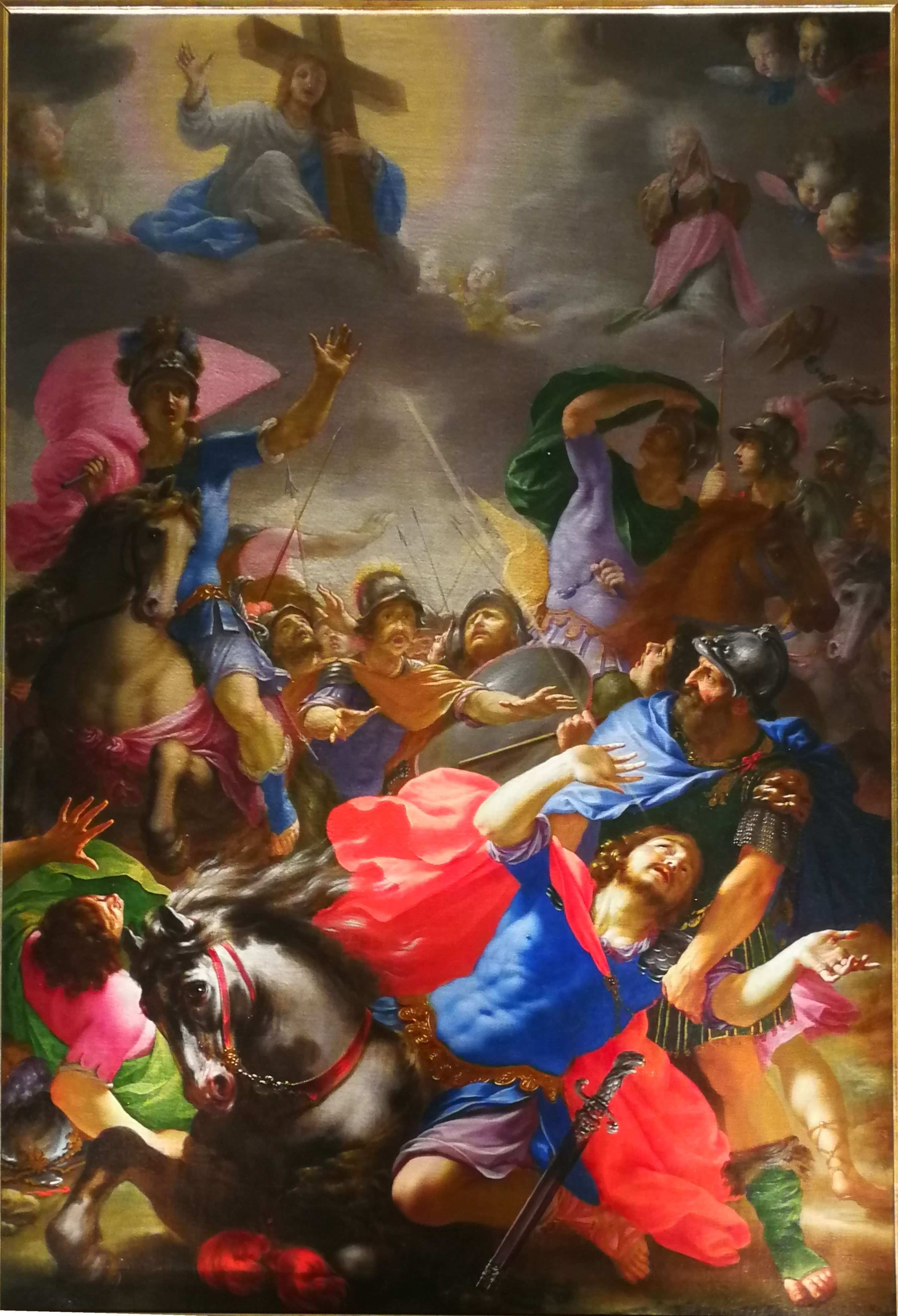
Cesare Dandini, Bekehrung des Saulus

Im Inneren ist die Struktur aus dem Jahr 1230 erhalten, mit einem langen Kirchenschiff, das in ein Querschiff mit dem für die Kirchen des Vallombrosaner typischen T-förmigen Grundriss übergeht, das jedoch nicht mehr das mittelalterliche Aussehen aufweist, mit Ausnahme einiger Bereiche, in denen die alte Steinverkleidung noch sichtbar ist. Die Trennwand aus dem 15. Jahrhundert, die den öffentlichen vom klösterlichen Bereich trennte, ist in der gegenüberliegenden Fassade eingemauert und bewahrt die Inschrift, die auf den Auftrag des Abtes Biagio Milanesi hinweist, sowie die Jahreszahl 1487. Der Dachstuhl wurde im 16. Jahrhundert durch drei abgesenkte Gewölbe ersetzt.
Das Kirchenschiff präsentiert sich im eleganten Stil des 18. Jahrhunderts: Zwischen 1729 und 1733 wurden die Steinwände verputzt, die klassischen Altäre aus Pietra Serena aufgestellt und die gesamte Kirche neu dekoriert. Ziel war es, die Heiligen des Ordens zu feiern, während die Altäre an zwei Vallombrosaner erinnerten, die auch Bischöfe waren. Der rechte Altar ist dem heiligen Atto gewidmet, dem Abt von Vallombrosa und späteren Bischof von Pistoia. Hier befindet sich ein Altarbild von Agostino Veracini aus dem Jahr 1733, das den Heiligen Atto beim Empfang der Reliquien des Apostels Jakobus darstellt. Der Dekorationszyklus begann jedoch mit dem Altarbild des linken Altars, der dem Heiligen Pietro Igneo, Kardinalbischof von Albano, gewidmet ist. Es zeit die Wahl des heiligen Pietro Igneo zum Kardinal durch Gregor VII. aus dem Jahr 1730 von Antonio Puglieschi. An den Seiten der Altäre befinden sich vier große Gemälde: an der rechten Wand Das Martyrium des Seligen Tesauro dei Beccheria von Niccolò Lapi und die Exkommunikation Kaiser Heinrichs IV. durch Gregor VII. von Niccolò Nannetti, beide aus dem Jahr 1732. An der linken Wand befinden sich zwei Szenen aus dem Leben des Pietro Igneo der Heilige Pietro Igneo bei der Exkommunikation der Kanoniker von Lucca, von Ignazio Hugford, und der Heilige Pietro Igneo bei der Durchquerung des Feuers, von Agostino Veracini, beide aus dem Jahr 1730. Die Ausschmückung des Kirchenschiffs wurde am Ende des Jahrhunderts durch die reiche Freskendekoration der Gewölbe und der Kuppel vervollständigt, die von Giuseppe Fabbrini und Antonio Donati in den Jahren 1779–1781 ausgeführt wurde. In den Gewölben des Kirchenschiffs malten sie drei Durchbrüche der architektonischen Perspektive im spätbarocken Stil mit der Szene von Esther und Xerxes in der Mitte und der Glorie der Jungfrau Maria in der Kuppel.
Die „Modernisierung“ des dekorativen Rahmens der alten Abteibasilika hatte jedoch bereits im 17. Jahrhundert begonnen, und zwar in der Cappella dei Conversi, dem heutigen Baptisterium, dem ersten Raum links vom Eingang, mit der bemerkenswerten Bekehrung des Saulus von Cesare Dandini (1646–1647), das 2019 restauriert wurde und mit der bereits ein barocker Geschmack in die Abtei einzog, ein lebhaftes, aber theatralisches Altarbild nach florentinischem Geschmack, das in leuchtenden Emailfarben erstrahlte. Ebenfalls im Kirchenschiff befanden sich das Martyrium des Heiligen Sebastian von Alessandro Rosi, einem Schüler von Dandini, aus dem Jahr 1665, ebenfalls Barock, aber düster und melodramatisch, und die Dreifaltigkeit von Lorenzo Lippi aus demselben Jahr, sein letztes Werk, das mit seinem flachen und häuslichen Naturalismus und seiner antibarocken Absicht eine andere Tendenz der florentinischen Malerei des 17. Jahrhunderts repräsentiert. Beide Werke wurden später, 1701, zusammen mit ihren Altären in das Querschiff an die rechte bzw. linke Stirnseite versetzt.

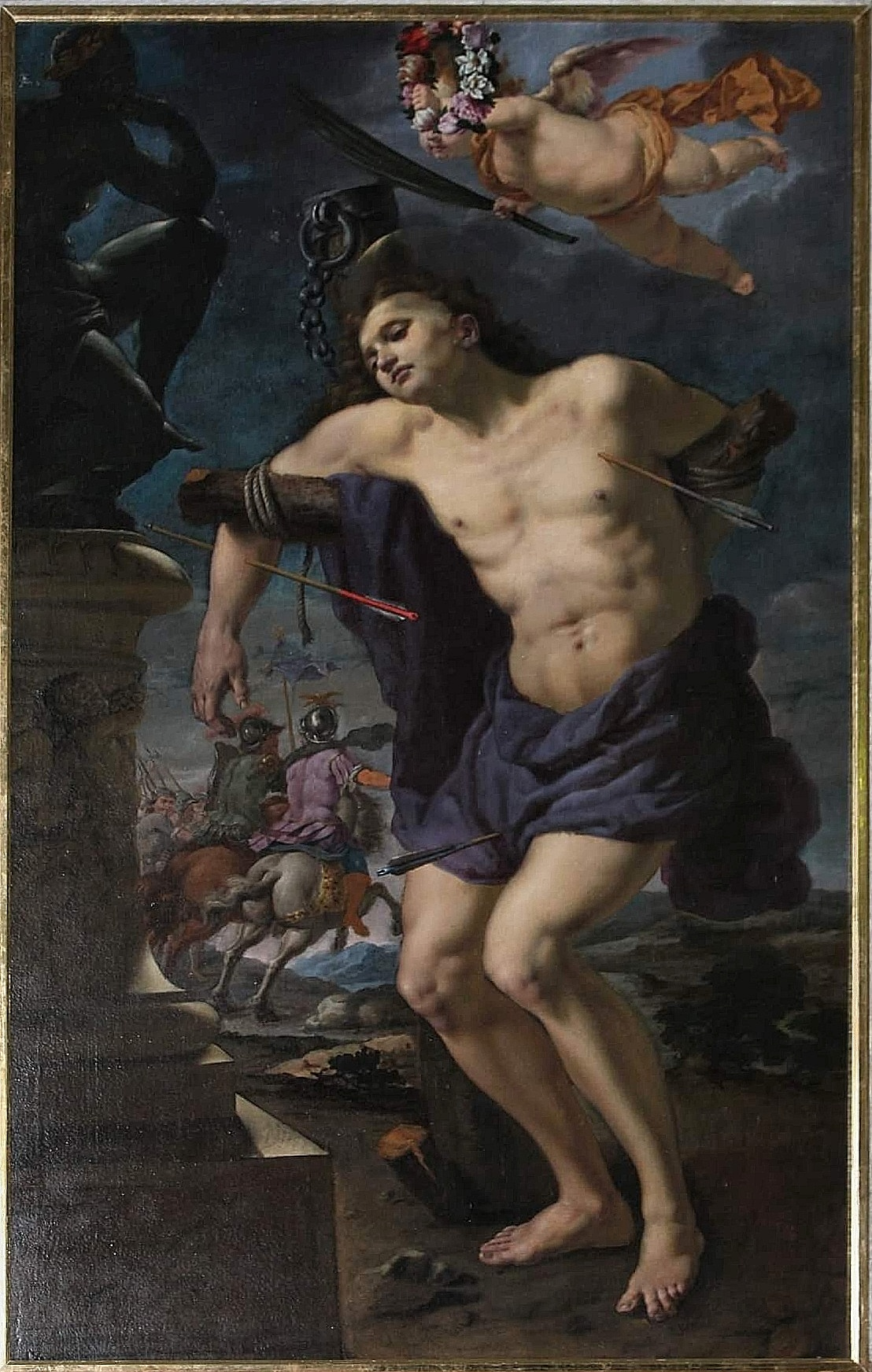
Allessandro Rosi, Martyrium des Hl. Sebastian

Im Presbyterium, hinter dem Hauptaltar, befindet sich der wertvolle hölzerne Chor von Francesco di Nanni da Poggibonsi (1444–1446), der für die vallombrosanische Abtei San Pancrazio geschaffen und 1574 hierher gebracht wurde. An der hinteren Wand, zwischen den Fenstern, befindet sich die große Mariä Himmelfahrt von Volterrano (ca. 1669), die aus der vallombrosanischen Kirche San Bartolomeo in Pistoia stammt. Das Gemälde ersetzte 1818 als Geschenk des Großherzogs der Toskana, Ferdinand III. von Habsburg-Lothringen, das von den napoleonischen Truppen beschlagnahmte Altarbild von Perugino, das nach seiner Rückgabe in der Galleria dell’Accademia in Florenz untergebracht wurde. An den Wänden des Chors befinden sich sechs Gemälde mit der vallombrosanischen Geschichte von Ignazio Hugford.
Auf der linken Seite des Chors befindet sich die prächtige Kapelle, die dem Heiligen Johannes Gualbertus geweiht ist und zwischen 1695 und 1700 erbaut wurde. An der Decke befindet sich ein Fresko von Alessandro Gherardini, das die Jungfrau Maria und den Heiligen Johannes Gualbertus zwischen Engeln darstellt, umgeben von einem Skulpturenschmuck von Carlo Marcellini. Im hinteren Teil der Kapelle befindet sich der Scagliola-Altar von Enrico Hugford mit einem Gemälde des betenden Johannes Gualbertus von Antonio Franchi (1699–1700). An den Seiten befindet sich ein Gemälde von Francesco Botti (1701), auf dem der Heilige Johannes Gualbertus einen Mönch aus den Flammen des Fegefeuers befreit, und rechts ein weiteres Gemälde von Alessandro Gherardini, das den Heiligen Johannes Gualbertus und das Massaker von San Salvi darstellt. Vor dem Hauptaltar brennt eine Votivlampe, deren Öl jedes Jahr von den italienischen Förstern einer anderen Region, deren Schutzpatron der hl. Johannes Gualbertus ist, gespendet und am 12. Juli, dem Todestag des Heiligen, in einer eindrucksvollen Zeremonie der Abtei übergeben wird.
Interessant ist auch die von Francesco Altoviti errichtete Renaissance-Sakristei, in der Teile der romanischen Kirche erhalten sind und in der ein Tafelbild von Raffaellino del Garbo, das den Hl. Johannes Gualbertus und andere Heilige darstellt (1508), ein großes Altarbild aus glasierter Terrakotta aus der Werkstatt von Andrea della Robbia, das die Madonna mit Kind zwischen Hl. Johannes Gualbertus, der Seligen Umiltà und zwei Stiftern (Abt Biagio Milanesi und sein Bruder) zeigt, ausgestellt sind. Auf dem Altar befindet sich der Heilige Bernhard, Bischof von Parma, der von Ketzern angegriffen wird, ein Werk von Luigi Sabatelli.

## Kloster
Das Kloster, das zur Klausur gehört, gruppiert sich um den Kreuzgang der Sonnenuhr, so genannt wegen der Sonnenuhr, die im 15. Jahrhundert unter dem Abt Francesco Altoviti errichtet wurde, dessen Wappen auf den kunstvoll geschnitzten Kragsteinen zu sehen ist, die die Kreuzgewölbe des Säulenganges tragen. Der Kreuzgang führt zum Kapitelsaal, der ebenfalls aus dem 15. Jahrhundert stammt und heute als Sitzungssaal genutzt wird. Im Vorrefektorium befinden sich ein Steinbecken aus dem Jahr 1606, ein weiteres großes Altarbild aus glasierter Terrakotta, das die Madonna mit Kind, den Heiligen Jakobus und den Heiligen Johannes Gualbertus darstellt und Santi Buglioni zugeschrieben wird, sowie ein Gemäldezyklus von Mario Francesconi aus dem Jahr 1998, der aus drei Triptychen besteht, die dem Mysterium, dem Leben und dem Tod gewidmet sind. Vom Saal aus blickt man auf das Refektorium und die Küche. Das Refektorium, das ebenfalls aus dem 15. Jahrhundert stammt, ist reich mit Gemälden von Ignazio Hugford aus dem 18. Jahrhundert dekoriert, die im Hintergrund das Letzte Abendmahl, an den Seiten die Heiligen des Vallombrosanerordens und an der Decke die Himmelfahrt (1745) darstellen. Die Küche wird durch einen Kamin mit Abzugshaube in einen ersten Raum, der sein ursprüngliches Aussehen bewahrt hat, und einen zweiten Raum aus dem 17. Jahrhundert unterteilt.
Der kleine Kreuzgang der Mascherone, der seinen Namen einem Becken mit Löwenkopf verdankt, wurde Ende des 16. Jahrhunderts erbaut und weist auf der Rückseite eine Loggia auf, ein Werk von Alfonso Parigi aus dem Jahr 1589; derselbe Architekt errichtete 1584 auch die Bibliothek, die Anfang des 19. Jahrhunderts modernisiert und im neoklassizistischen Stil eingerichtet wurde: ein achteckiger Tisch aus dem 19. Jahrhundert mit Intarsien des Kunsttischlers Antonio Moschini aus Tosi und Regale aus dem 19. Jahrhundert. Bemerkenswert ist auch das große Gemälde von Donato Arsenio Mascagni aus dem Jahr 1609, das die Schenkung der Mathilde von Canossa an Hl. Bernardo degli Uberti darstellt.

## Museum der Abtei für sakrale Kunst
Das 2006 in den Räumen der Foresteria eröffnete Museum beherbergt Kunstwerke, die nach verschiedenen Auslagerungen wieder nach Vallombrosa zurückgekehrt sind, sowie Werke aus dem künstlerischen Erbe des Klosters, Gemälde, Wandteppiche und Goldschmiedearbeiten.
Unter den Kunstwerken des Klosters ist der Parato Altoviti besonders hervorzuheben, ein wertvoller und heterogener Komplex von Wandteppichen, der in der zweiten Hälfte des 15. Jahrhunderts nach Entwürfen verschiedener, nicht identifizierter Künstler entstand, von Abt Francesco Altoviti begonnen und wahrscheinlich von seinem Nachfolger Biagio Milanesi vollendet wurde.
Der Saal wird von einem bedeutenden Werk beherrscht, das als Leihgabe der Florentiner Galerien nach Vallombrosa zurückkehrte: die Madonna mit Kind und den Heiligen Biagio, Johannes Gualbertus, Benedikt und Abt Antonius, das früher Sebastiano Mainardi zugeschrieben wurde, um das Jahr 1485 entstand, und das sich wahrscheinlich auf einem Altar im Chor befand. Nach der Restaurierung wurde das Werk auf Domenico Ghirlandaio und seinen Werkstattmitarbeitern zurückgeführt. Im Kopf des heiligen Biagio wurde ein Porträt des Abtes Biagio Milanesi erkannt, der das Werk in Auftrag gegeben hatte.
Unter den Reliquienschreinen ist das bemerkenswerte Armreliquiar des Heiligen Johannes Gualbertus hervorzuheben, ein Werk des Florentiner Goldschmieds Paolo Sogliano (1500), eines der Goldschmiedewerke, die den Übergang zur Renaissance in Florenz bezeugen.

## Kunstwerke aus Vallombrosa

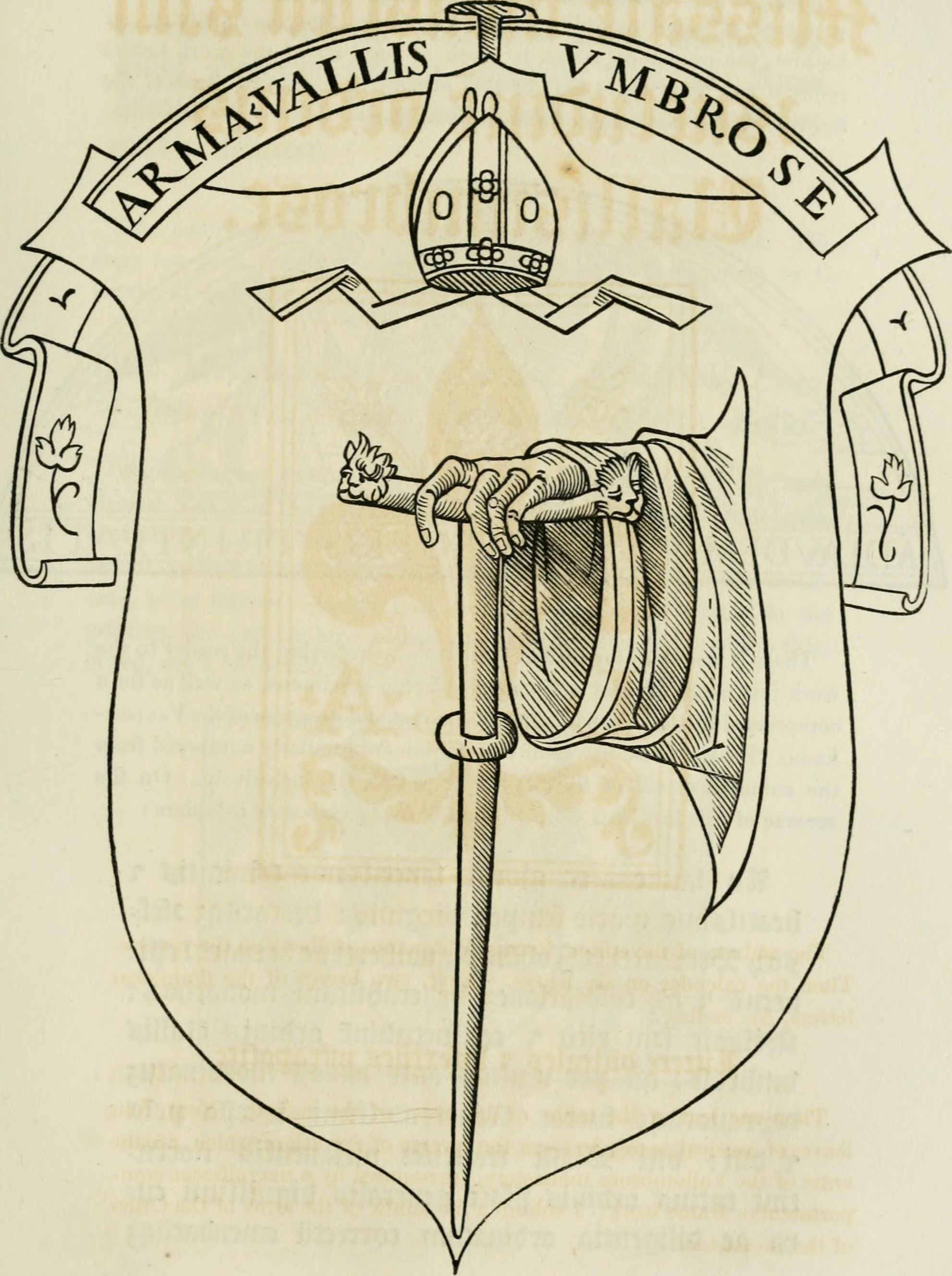

Einige Werke, die aus verschiedenen Gründen aus der Abtei entfernt wurden, befinden sich noch in verschiedenen Museen:
- Das Altarbild von Vallombrosa mit der Himmelfahrt der Jungfrau Maria mit den Hl. Bernhard von Uberti, Johannes Gualbertus, Benedikt und dem Erzengel Michael, von Perugino mit dem Porträt von Biagio Milanesi, der das Werk in Auftrag gab, und dem Portärt des Mönchs Baldassarre, die sich heute in der Galleria dell’Accademia in Florenz befinden, alle datiert auf 1500.
- Das Dossal der vier Heiligen mit den Erzengel Michael, Johannes dem Täufer und dem heiligen Bernhard von Uberti, das von Abt Giovanni Maria Canigiani bei Andrea del Sarto in Auftrag gegeben wurde und auf die Jahre 1528–1529 datiert wird, befindet sich heute in den Uffizien.